# Tettoia dei Pisani
La Tettoia dei Pisani, detta anche impropriamente loggia dei Pisani, è un'architettura scomparsa di Firenze, un tempo situata in piazza della Signoria, sul lato tra via Vacchereccia e Calimaruzza.

## Storia e descrizione
Nel 1364, dopo la vittoriosa battaglia di Cascina contro Pisa, i Fiorentini fecero prigionieri circa 2.000 cittadini della repubblica di Pisa in Val d'Era che, caricati su 42 carri, vennero portati in città, sottoposti al pagamento di riscatti e a varie angherie, e infine impiegati come manodopera, in particolare per la realizzazione di una tettoia che uniformasse e coprisse il lato ovest della piazza dei Priori, situata proprio davanti al palazzo civico.

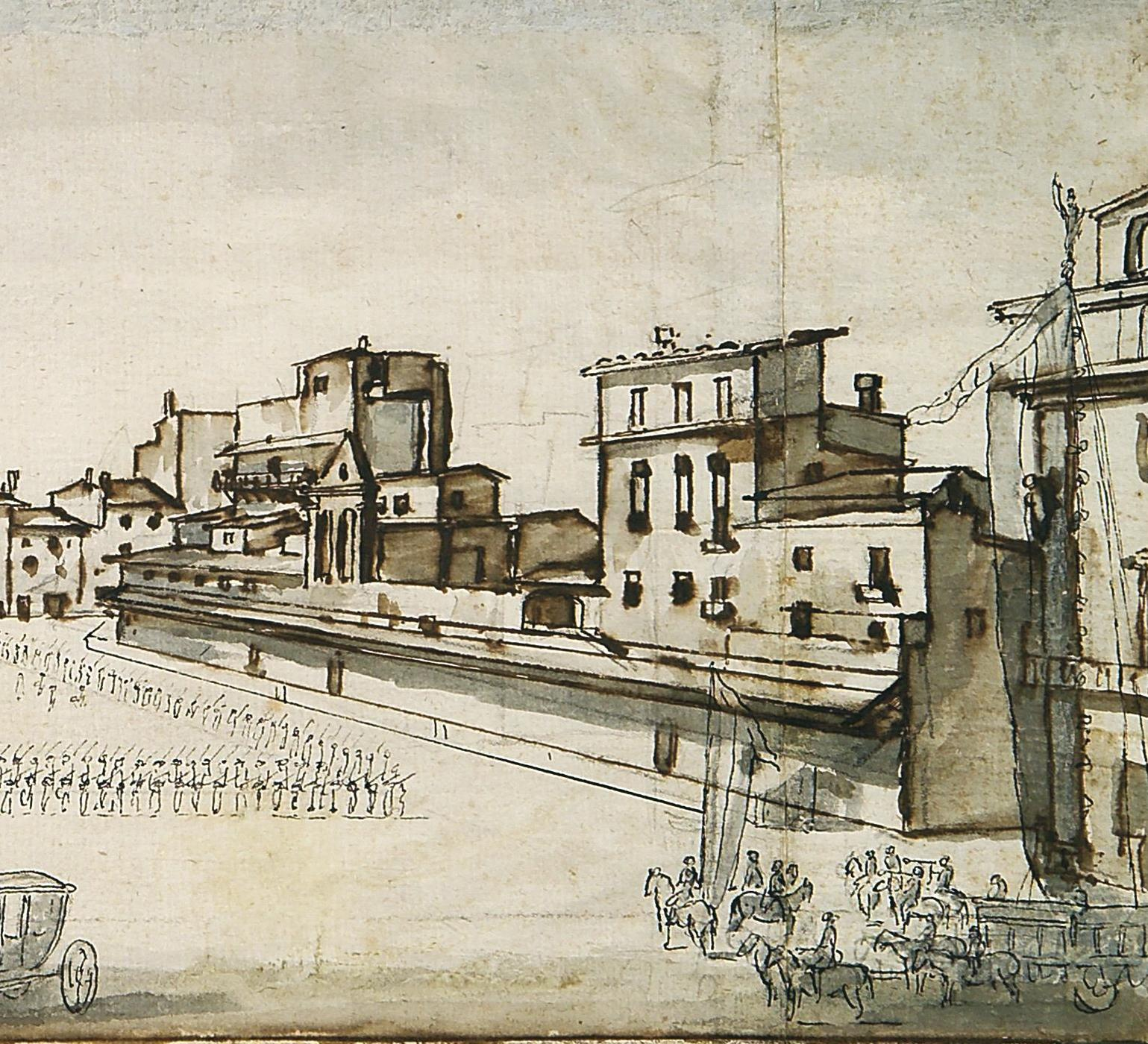
La tettoia in un disegno del XVI secolo

Si trattava di una copertura lignea che si addossava a una serie di edifici preesistenti, quali la sede l'Arte del Cambio (dal 1352, in un edificio in angolo con Calimaruzza) l'antica torre degli Infangati (poi dei Baroncelli e infine del Comune) e il retro della chiesa di Santa Cecilia, col suo campanile a vela.
La tettoia consisteva in una lunga copertura retta da mensoloni di legno, alcuni dei quali sono ancora conservati nei depositi comunali e che furono esposti nel Museo di Firenze com'era. Questa tettoia dava riparo nel maltempo e fu sempre molto utilizzata, anche come appoggio per venditori ambulanti, cerusici e dentisti di passaggio, ciarlatani e tutta una serie di personaggi che qui potevano facilmente attirare l'attenzione di un vasto popolo minuto di passaggio. Tali figure erano così comuni che anche Bernardo Bellotto ne inserì una nella sua Veduta di piazza della Signoria, dipinta proprio da sotto la loggia. Di notte poi la tettoia era un luogo particolarmente malfrequentato, essendo buia e capace di nascondere avventori malintenzionati. 

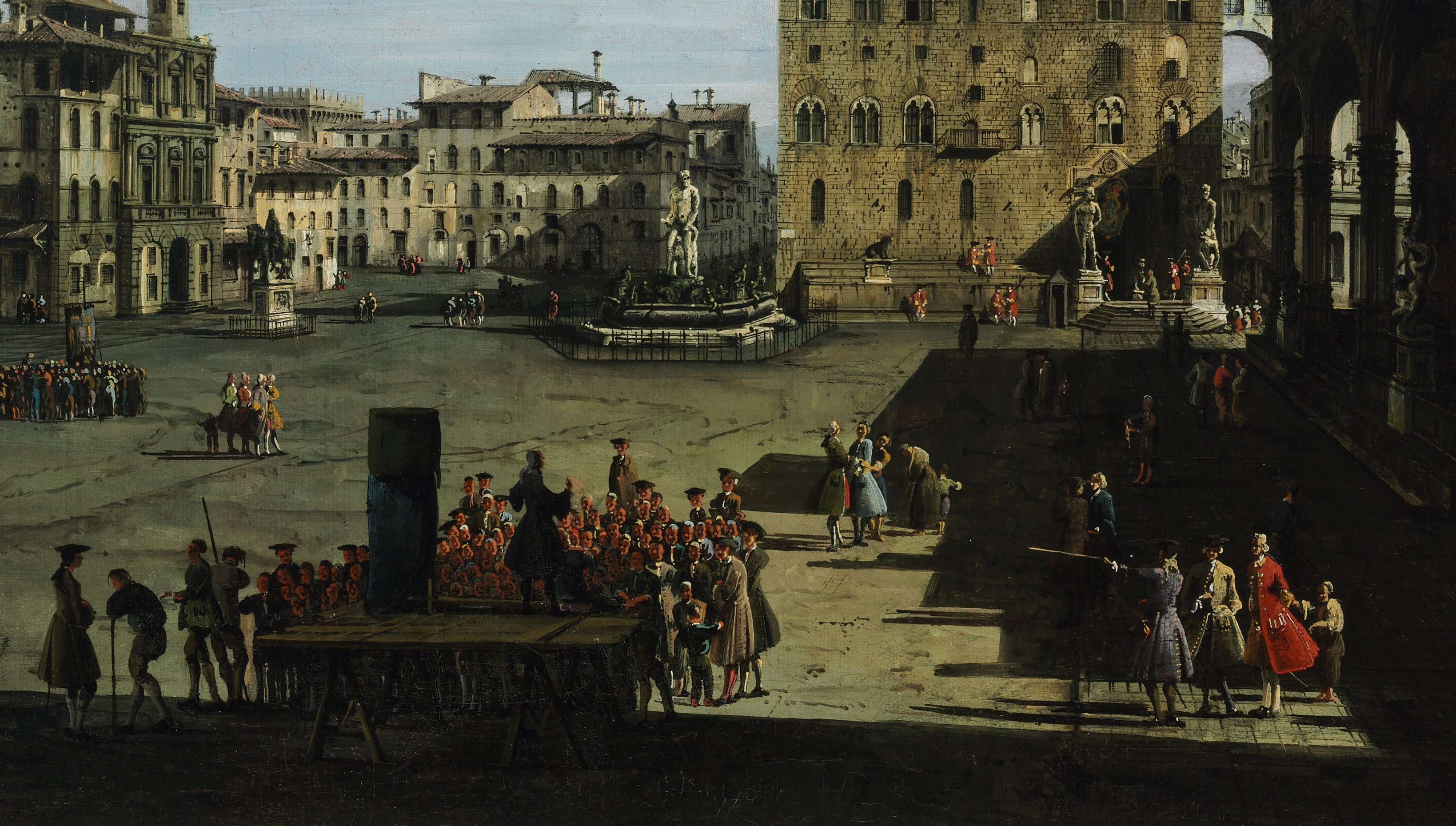
Bernardo Bellotto, Veduta di piazza del Granduca, 1740 (dettaglio). La veduta è dipinta all'ombra della tettoia dei Pisani

Dal 1783 dietro la tettoia ebbero sede gli uffici della Posta granducale, provenienti dal palazzo di Baldaccio d'Anghiari in via dell'Anguillara, e poi spostati, dopo la demolizione della struttura, nelle Reali Poste nel piazzale degli Uffizi.
Nel 1864 circa si demolì l'edificio e quello che stava alle sue spalle per creare il palazzo Lavison.